# China meridional

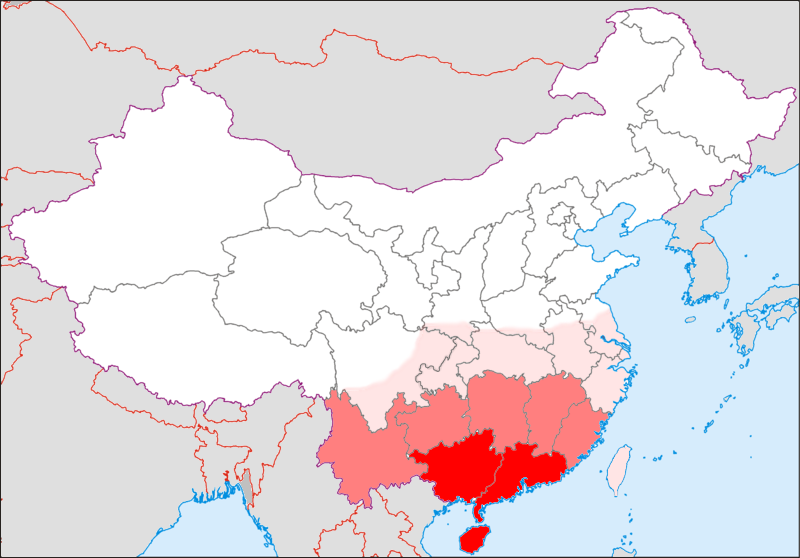
Vermelho escuro: definição tradicional da China meridional
Vermelho: China meridional de acordo com a definição de 1945-49
Vermelho claro: Área estendida, chamada de Nanfang em língua mandarim

A China meridional é uma região localizada no sul da China, banhada pelo mar da China Meridional. Compreende várias províncias, assim como as cidades de Hong Kong e Macau. Monções são costumeiras na região. Uma característica notável do sul da China em comparação com o resto da China é que a maioria de seus cidadãos não são falantes nativos do chinês padrão. O cantonês é a língua mais comum na região, enquanto a região de Guangxi contém a maior concentração de minorias étnicas da China.

## Divisões administrativas
| GB | ISO № | Província | Nome em mandarim                                                      | Capital   | População (em milhões de habitantes) | Densidade populacional | Área (em quilômetros quadrados) | Símbolo (abreviação) |
| -- | ----- | --------- | --------------------------------------------------------------------- | --------- | ------------------------------------ | ---------------------- | ------------------------------- | -------------------- |
| GD | 44    | Cantão    | 廣東省 Guǎngdōng Shěng                                                | Guangzhou | 104 303,132                          | 579,46                 | 180 000                         | 粤 Yuè               |
| GX | 45    | Guangxi   | 廣西省壯族自治區 Guǎngxī Zhuàngzú Zìzhìqū                             | Nanning   | 46 026,629                           | 195,02                 | 236 000                         | 桂 Guì               |
| HI | 46    | Hainan    | 海南省 Hǎinán Shěng                                                   | Haikou    | 8 671,518                            | 255,04                 | 34 000                          | 琼 Qióng             |
| HK | 91    | Hong Kong | 香港特别行政区 香港特別行政區 Hong Kong Special Administrative Region | Hong Kong | 7 061,200                            | 6 396,01               | 1 104                           | 港 Kong              |
| MC | 92    | Macau     | 澳门特别行政区 澳門特別行政區 Àomén Tèbié Xíngzhèngqū                 | Macau     | 552,300                              | 19 044,82              | 29                              | 澳 Ào                |